# اعتلال الكلية بالجلوبيولين المناعي A
اعتلال الكُلية بالجلوبيولين المناعي (IgA) (المعروف أيضًا باسم التهاب الكلية بالجلوبيولين المناعي (IgA) وIgAN ومرض بورغر والتهاب كبيبات الكلى) هو أحد أشكال التهاب كُبيبات الكُلي (التهاب كُبيبات الكُلية). ولا ينبغي الخلط بينه وبين مرض بورغر الذي يُعد حالة مختلفة.
واعتلال الكُلية بالجلوبيولين المناعي (IgA) هو أكثر أشكال التهاب كُبيبات الكُلى شيوعًا في العالم. ويتسم المرض الأساسي بترسب أجسام مناعية للجلوبيولين المناعي (IgA) داخل كُبيبات الكُلى. وثمة أمراض أخرى مرتبطة بترسبات الجلوبيولين المناعي (IgA) داخل كُبيبات الكُلى، لعل أشهرها هو فرفرية هينوخ شونلاين (HSP)، الذي يعتبره الكثيرون صورة جهازية من صور اعتلال الكُلية بالجلوبيولين المناعي (IgA). وتتميز فرفرية هينوخ شونلاين بالطفح الجلدي الفرفري والتهاب المفاصل وألم البطن، وتشيع الإصابة به بين الشباب (16-35 سنة). وترتبط فرفرية هينوخ شونلاين بتطور مرضي حميد أكثر من اعتلال الكُلية بالجلوبيولين المناعي (IgA)؛ علمًا بأن اعتلال الكُلية بالجلوبيولين المناعي (IgA) يتطور ببطء حتى يصل إلى فشل كُلوي مزمن بين 25-30% من الحالات خلال 20 عامًا.

## العلامات والأعراض
الأعراض التقليدية (في40-50% من الحالات) تكون نوبات من البول الدموي الواضح الذي يبدأ في العادة في خلال يوم أو يومين من عدوى الجهاز التنفسي العلوي غير المحددة (ومن ثمّ التهاب كُبيبات الكُلى) على النقيض من أعراض التهاب كُبيبات الكلية بعد الإصابة بالعقدية التي تحدث أحيانًا بعد (أسابيع) من تاريخ الإصابة بالعدوى. ومن الحالات الأقل شيوعًا أن تكون عدوى الجهاز الهضمي أو البولي هي المحفز للإصابة. وتشترك كل هذه الأمراض في تنشيط دفاعات الأغشية المخاطية، ومن ثمّ إنتاج الأجسام المضادة للجلوبيولين المناعي (IgA). كما يمكن حدوث ألم في الخاصرة. وتنتهي مشكلة البول الدموي تمامًا بعد أيام قليلة، رغم احتمال استمرار البول الدموي المجهري. وتحدث هذه النوبات بصفة غير منتظمة كل بضعة شهور وتزول لدى معظم المرضى في نهاية الأمر (رغم أن ذلك يمكن أن يستغرق عدة سنوات). وقد جرت العادة أن تظل وظيفة الكُلية طبيعية، رغم أنه قد يحدث فشل كلوي حاد في حالات نادرة (انظر أدناه). ويظهر هذا العرض بصورة أكبر لدى الشباب.
ولدى نسبة بسيطة (20-30%) من كبار السن، عادةً ما يوجد بول دموي وبول بروتيني بالفحص المجهري (أقل من 2 جرام /اليوم). وربما لا تظهر على المريض أية أعراض أخرى ولا يمكن اكتشافها إلا إكلينيكيًا في حال قرر الطبيب أخذ عينة من البول. وهكذا، يشيع تشخيص المرض أكثر في الحالات التي يكون فحص البول إلزاميًا، مثلما يحدث مع تلاميذ المدارس في اليابان.
وفي حالات نادرة جدًا (5% منهم)، يكون تاريخ الحالة كما يلي:
- متلازمة كلوية (يتم فقدان حوالي 3-3.5 جرام من البروتين في البول مصحوبًا بتطور بطئ للحالة).
- فشل كُلوي حاد (إما أن يكون أحد مضاعفات البول الدموي الواضح، حينما يزول في العادة، أو يكون بسبب التهاب كُبيبات الكُلى سريع التطور والذي دائمًا ما يؤدي إلى الإصابة بفشل كُلوي مزمن).
- فشل كُلوي مزمن (ليس له أعراض سابقة، ويصاحبه فقر الدم وارتفاع ضغط الدم وأية أعراض أخرى للفشل الكلوي، في الأشخاص المصابين منذ فترة طويلة بالبول الدموي و/أو البول البروتيني المجهري غير المكتشف).

وترتبط العديد من الأمراض الجهازية باعتلال الكُلية بالجلوبيولين المناعي (IgA)، مثل الفشل الكبدي والاعتلال المعوي والتهاب المفاصل الروماتويدي وداء رايتر والتهاب الفقرات التصلبي وفيروس نقص المناعة البشرية. وأحيانًا، يتم اكتشاف أمراض جهازية كامنة من هذا القبيل من خلال تشخيص اعتلال الكُلية بالجلوبيولين المناعي (IgA) والبحث عن أية أمراض مرتبطة به. وفي بعض الأحيان، قد يتزامن هذا المرض مع أعراض فرفرية هينوخ شونلاين؛ انظر أدناه لمزيد من التفاصيل حول هذا الارتباط بين المرضين. وقد تتشابه بعض أليلات مضادات كرات الدم البيضاء البشرية (HLA) مع الصفات الظاهرية التكميلية باعتبارها عاملاً وراثيًا.

## التشخيص
بالنسبة للمرضى البالغين المصابين بالبول الدموي المنعزل، عادة ما يخضعون لاختبارات أولية مثل فحص الكُلية باستخدام الموجات فوق الصوتية وتنظير المثانة لتحديد سبب النزيف. وتستثني هذه الاختبارات حصوات الكلية وسرطان المثانة، وهما عاملان آخران شائعان في طب المسالك البولية يتسببان في حدوث البول الدموي. وفي الأطفال والشباب، يمكن لتاريخ الحالة والارتباط بعدوى الجهاز التنفسي أن يثيرا الشكوك حول الإصابة باعتلال الكُلية بالجلوبيولين المناعي (IgA). وتعتبر خزعة الكُلية ضرورية لتأكيد التشخيص. وتوضح عينة الخزعة انتشار ترسبات الجلوبيولين المناعي (IgA) داخل مسراق الكُبيبة عند الفحص بالوميض المناعي والمجهر الإلكتروني. وبالرغم من ذلك، لا يتم أخذ خزعة من جميع المرضى المصابين بالبول الدموي المجهري المنعزل (أي غير المرتبط بالبول البروتيني، وتكون وظائف الكُلية طبيعية) إلا إذا حدث تطور مرضي كبير. وسيُظهر تحليل البول وجود كرات دم حمراء، وعادة ما تكون في صورة خلايا حمراء في الرواسب البولية. أيضًا، يمكن أن يوجد البول البروتيني بمعدل أقل من 2 جرام يوميًا. وثمة أسباب أخرى في الكُلية تتسبب في حدوث البول الدموي المنعزل تشمل داء الغشاء القاعدي الرقيق ومتلازمة ألبرت، ويعد الأخير من أمراض وراثية المرتبطة بضعف السمع ومشكلات العين.
وتجرى اختبارات الدم الأخرى للمساعدة في عملية التشخيص، وهي تشمل اختبار البروتين سي التفاعلي أو سرعة ترسيب كريات الدم الحمراء ومعدلات البروتينات المتممة واختبار الأجسام المضادة للنواة ونازعة هيدروجين اللاكتات. ويوضح قياس معدلات الترحيل الكهربائي للبروتين والجلوبيولين المناعي زيادة الجلوبيولين المناعي (IgA) بنسبة 50% لدى جميع المرضى.

## المورفولوجيا
من الناحية التشريحية للأنسجة، قد يظهر اعتلال الكُلية بالجلوبيولين المناعي (IgA) على شكل اتساع والتهاب بؤري وقطعي في مسراق الكُبيبة. وربما يوجد أيضًا انتشار كبير داخل مسراق الكُبيبة أو حدوث التهاب كُبيبات الكُلى الهلالي. ويُظهر الفحص المناعي الوميضي ترسبات الجلوبيولين المناعي (IgA) داخل مسراق الكُبيبة، وغالبًا مع ترسيب C3 (البروتين المتمم 3) والبروبردين وكميات صغيرة من الجلوبيولين المناعي (الجلوبيولين G أو الجلوبيولين M). وفي العادة، لا تظهر المكونات الأولية للمسار التقليدي للبروتينات المتممة (C1q (البروتين المتمم 1q) أو C4 (البروتين المتمم 4)). ويؤكد استخدام المجهر الإلكتروني على ظهور تكثف للإلكترونات مترسبة داخل مسراق الكُبيبة والتي يمكن أن تمتد إلى طبقة ما تحت البطانة لجدار الشعيرات الدموية المجاورة لدى مجموعة حالات فرعية صغيرة، وعادة ما يحدث ذلك في حالة الانتشار البؤري.

## الفيزيولوجيا المرضية

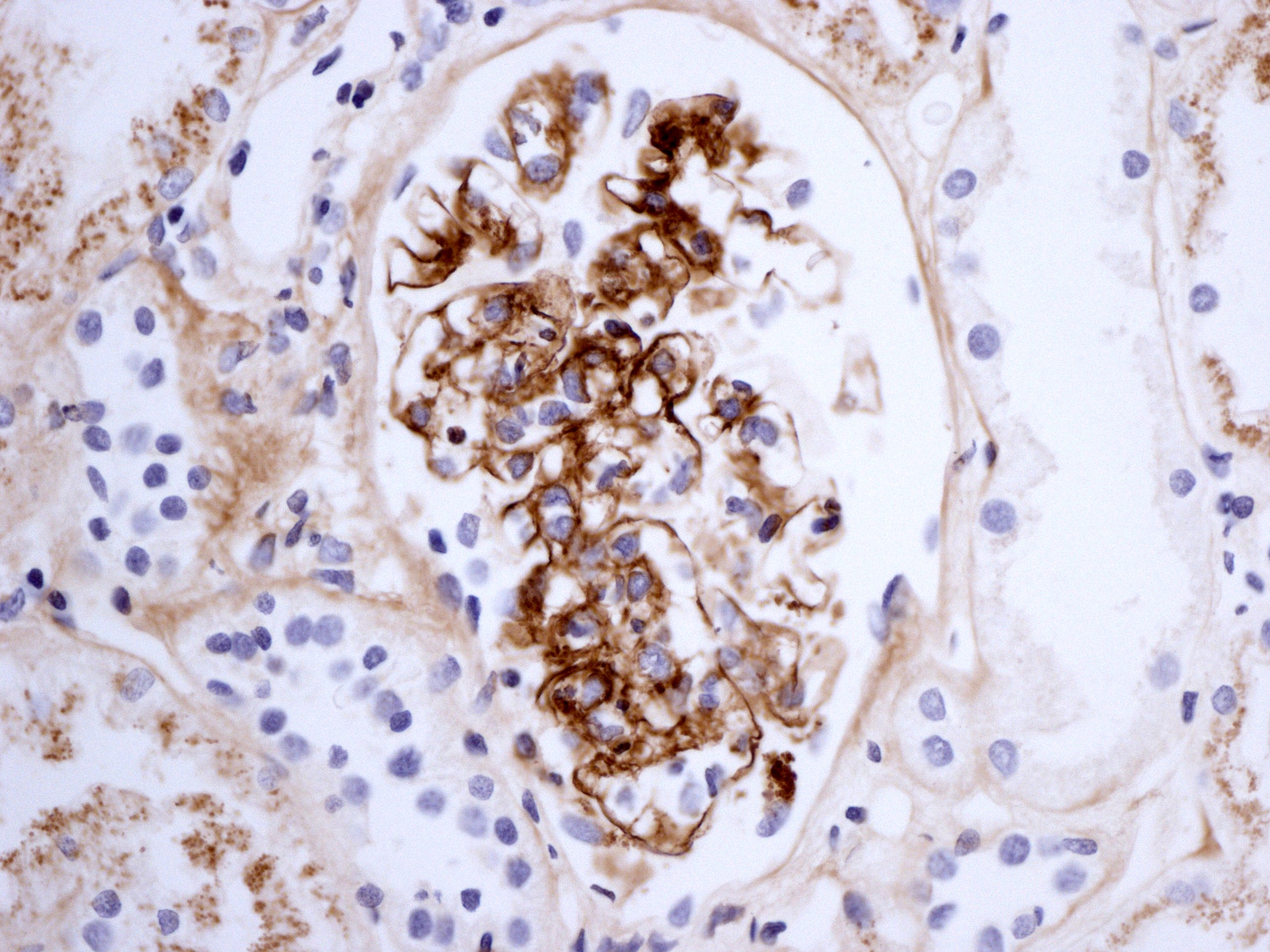
يوضح الصبغ المناعي وجود الجلوبيولين المناعي (IgA) داخل كُبيبات الكُلية لمريض مصاب بالتهاب كُلوي فرفرية هينوخ شونلاين.

ويشتق هذا المرض اسمه من ترسب الجلوبيولين المناعي (IgA) في شكل حبيبي داخل مسراق الكُبيبة (باستخدام الوميض المناعي)، وهي منطقة من كُبيبات الكُلية. وباستخدام مجهر ضوئي، يظهر بمسراق الكُبيبة خلايا كثيرة وترسبات من بروتينات نسيج خارج الخلية.
وليس هناك تفسير واضح معروف لتراكم الجلوبيولين المناعي (IgA). ولم يتم التعرف على مولدات المضاد للجلوبيولين المناعي (IgA) الخارجية في الكُلية، ولكن يُحتمل أن يكون قد تم التخلص منها قبل ظهور أعراض المرض. كما تم افتراض أن الجلوبيولين المناعي (IgA) هو مولد المضاد نفسه.
وفي الآونة الأخيرة، ظهرت نظرية متقدمة تركز على شذوذ جزيئات الجلوبيولين المناعي (IgA). ويعتبر الجلوبيولين المناعي (IgA) 1 أحد الفئتين الفرعيتين للجلوبيولينات المناعية (والثاني هو الجلوبيولين المناعي D)، حيث يوجد ارتباط الجليكوزيل-الأكسجين لعدد من السيرين والثيرونين المتبقين في منطقة المفصلة الخاصة الغنية بالبرولين. ويبدو أن نقص تلك السكريات يؤدي إلى عملية البلمرة لجزيئات الجلوبيولين المناعي (IgA) في الأنسجة لا سيما في مسراق كُبيبات الكُلية. وكذلك كان هناك مزاعم تفيد بأن آلية مماثلة تكمن وراء فرفرية هينوخ شونلاين (HSP) والتهاب الأوعية الدموية الذي يؤثر بشكل رئيسي على الأطفال والذي يتميز بالاشتمال على الكُلية لكونه لا يختلف تقريبًا عن اعتلال الكُلية بالجلوبيولين المناعي (IgA).
وانطلاقا من حقيقة أنه يمكن الإصابة مجددًا باعتلال الكُلية بالجلوبيولين المناعي (IgA) بعد عملية زراعة الكُلية، يمكن افتراض أن سبب هذا المرض يعزي إلى مشكلة في الجهاز المناعي وليس الكُلية ذاتها. وجدير بالملاحظة أن الجلوبيولين المناعي (IgA) 1 المترسب في الكُلية يبدو أنه لا ينشأ من الأغشية المخاطية المبطنة للأنسجة المخاطية، والتي يمكن أن تكون هي السبب الرئيسي لعدوى الجهاز التنفسي، ولكنه ينشأ من النخاع العظمي. كما يوحي ذلك بأنه مرض مناعي وليس تدخل مباشر لعوامل خارجية.

## التاريخ الطبيعي
منذ أن كان اعتلال الكُلية بالجلوبيولين المناعي (IgA) يشيع تواجده بدون أعراض مع الحصول على نتائج غير طبيعية لتحليل البول، فثمة احتمال كبير للاختلاف في أي دراسة على السكان تعتمد على سياسة الفحص. وبالمثل، تتولى السياسة المحلية لعمل خزعة الكُلية دورًا غاية في الأهمية، فإذا كانت سياسة ترمي إلى مجرد ملاحظة المريض المصاب بالبول الدموي المنعزل فسيتم استثناء مجموعة مع تطورات مرضية مرغوبة بصفة عامة. وفي المقابل، إذا تم عمل خزعة لجميع هؤلاء المرضى فسيتم تضمين تلك المجموعة المصابة بالبول الدموي المجهري المنعزل والجلوبيولين المناعي (IgA) المترسب في مسراق الكُبيبة مع «تحسين» تطور مرض لهذه السلسلة المحددة.
ومع ذلك، ففي البداية كان يُعتقد أن اعتلال الكُلية بالجلوبيولين المناعي (IgA) هو مرض حميد، لكن النتائج أثبتت أنه لن يظل مرضًا حميدًا على المدى البعيد. ورغم أن معظم التقارير وصفت اعتلال الكُلية بالجلوبيولين المناعي (IgA) بأنه مرض بطئ التطور فيما يتعلق بالشفاء أو تلف الكُلية، غير أنه يتم رؤية الإصابة الأشد مرتبطة أحيانًا بأهلة كثيرة مما يشكل احتمالاً بالإصابة بفشل كُلوي حاد. وبصفة عامة، لا تحدث الإصابة بفشل كُلوي مزمن إلا ببطء مقارنة بمعظم التهابات الكُبيبات الكُلوية الأخرى - التي تحدث في نطاق زمني قدره 30عامًاً أو أكثر (علي النقيض من التهابات الكُبيبات الكُلوية الأخرى التي تحدث في خلال 5 إلى 15عامًا)؛ وربما يعكس ذلك التشخيص الأول للبول الدموي الواضح.
ونادرًا ما تحدث الاستجابة الكاملة، بمعنى أن تكون نتيجة تحليل البول طبيعية، في البالغين، في 5% من الحالات تقريبًا. وهكذا، حتى مع أولئك الذين يتمتعون بوظائف الكُلى طبيعية بعد مرور عقد أو عقدين، يظل الخلل قائمًا في الجهاز البولي لدى الغالبية العظمى منهم. وفي المقابل، قد يكون تحليل البول لدى 30-50% من الأطفال طبيعيًا بعد مرور 10 سنوات. ومع ذلك، نظرًا للتطور شديد البطء لهذا المرض، فإن النتائج الخاصة بهؤلاء المرضى على المدى البعيد (20-30 عام) لم تثبت بعد.
وعمومًا، رغم بقاء الكُلية لدى 80-90% من الحالات بعد مرور 10 أعوام، إلا مرض الكلية النهائي سيتطور لدى 25% على الأقل أو ربما يصل إلى 45% من المرضي البالغين في نهاية المطاف.

## العلاج
ربما يكون العلاج الأمثل للاعتلال الكُلوي بالجلوبيولين المناعي (IgA) هو إزالة الجلوبيولين المناعي (IgA) من الكُبيبات الكلوية ومنع ترسبه مرة أخرى؛ غير أن هذا الهدف لا يزال بعيد المنال. وثمة محاذير إضافية يجب مراعاتها لدى علاج الاعتلال الكُلوي بالجلوبيولين المناعي (IgA). فالاعتلال الكُلوي بالجلوبيولين المناعي (IgA) له مسار متغير للغاية، يتراوح من البول الدموي الحميد المتكرر حتى يتطور سريعًا إلى فشل كُلوي مزمن. لذلك، ينبغي أن يتم تحديد المرضى الذين سيخضعون للعلاج بناءً على العوامل التحذيرية ومخاطر تطور المرض. أيضًا، يتكرر الاعتلال الكُلوي بالجلوبيولين المناعي (IgA) حتى بعد زراعة الأعضاء برغم استخدام أدوية السيكلوسبرين وأزاثيوبرين أو ميكوفينولات موفيتيل والسترويدات مع هؤلاء المرضى. وتستمر الشكوك نظرًا للعدد المحدود من المرضى المشمولين في الدراسات العشوائية المنفذة القليلة إلى الآن، والتي لا تقدم أدلة إحصائية مفيدة بخصوص الاختلاف بين المرضي المصابين بالاعتلال الكُلوي بالجلوبيولين المناعي (IgA) والتنوع في دراسة البروتوكولات العلاجية وطول فترة المتابعة.
يكون المرض حميدًا لدى المرضى المصابين بالبول الدموي المنعزل والبول البروتيني أقل من 1 جرام/اليوم وتكون وظائف الكُلى لديهم طبيعية، وبصفة عامة لا يتم متابعتهم إلا سنويًا. وفي الحالات التي يكون فيها التهاب اللوزتين هو العامل الذي يعجل بنوبات البول الدموي، يُعتقد أن استئصال اللوزتين يقلل من تكرار تلك النوبات. ورغم ذلك، فهو لا يحد من الإصابة بالفشل الكلوي المتقدم. كذلك، فالتاريخ الطبيعي للمرض يوضح أنه بمرور الوقت تقل نوبات البول الدموي الواضح دون الاعتماد على علاج محدد. وبالمثل، لم تثبت المضادات الحيوية الوقائية أنها ذات فائدة. كما أن تقليل استخدام الجلوتين في النظام الغذائي، والذي يُستخدم للحد من تحدي مولدات المضاد في الأغشية المخاطية، لم يبد أنه يحافظ على وظائف الكُلى. كما تم تجريب استخدام الفينوتينين لكن دون جدوى.
وبالنسبة لفئة فرعية من المرضى المصابين باعتلال الكُلية بالجلوبيولين المناعي (IgA)، الذين يعانون من مرض التغير الأدنى باستخدام المجهر الضوئي ويعانون إكلينيكيًا من متلازمة الكُلى، فقد أظهروا استجابة جيدة للسترويدات حيث تصرفوا بشكل أو بآخر كمرض التغير الأدنى. وفي المرضى الآخرين، فالدليل على الاستجابة للستيرويدات ليس مقنعًا. وقد تبين أن البرامج العلاجية القصيرة باستخدام جرعات عالية من السترويدات عديمة الفائدة. ومع ذلك، فالمرضى الذين لا تزال تعمل وظائف الكُلى لديهم مع وجود بول بروتيني (1-3.5 جم/اليوم)، أوضحت دراسة متقدمة حديثة أن إعطاء السترويدات بصفة منتظمة لمدة 6 شهور يقلل من البول البروتيني ويحافظ على وظيفة الكُلية. ومع ذلك، يجب موازنة مخاطر استخدام السترويد على المدى البعيد في مثل تلك الحالات. وتجدر الإشارة إلى أن الدراسة استمرت 10 سنوات من المتابعة لبيانات المرضى، ولم تظهر فائدة للعلاج بالسترويدات، وكانت هناك فرصة ضئيلة للوصول إلى مرض التغير الأدنى (وظائف الكُلية كانت ضعيفة، لذا دعت الحاجة للغسيل الكلوي) في مجموعة السترويد. والأهم من ذلك هو استخدام مثبطات محولة الإنجيوتنسين في كلتا المجموعتين بالتساوي.
وقد تم استخدام السايكلوفوسفاميد مع مضادات الصفائح/مضادات التجلط مع مرضى مصابين باعتلال الكلي بالجلوبيولين المناعي (IgA) وكانت نتائج متعارضة. وكذلك فإن حجم الآثار الجانبية لهذا العلاج، بما في ذلك المخاطر طويلة المدى للأمراض الخبيثة والعقم، جعل استخدامه غير مفضل لدى الشباب. ومع ذلك، أوضحت دراسة أُجريت مؤخرًا على مجموعة منتقاة بعناية من السكان الأكثر عرضة للمخاطر من بين المصابين بانخفاض معدل الترشيح الكُبيبي، أن تركيبة من السترويد وسايكلوفوسفاميد خلال 3 شهور الأولى متبوعة بأزاثيوبرين لمدة عامين على الأقل سيؤدي إلى الحفاظ على وظائف الكُلى بدرجة كبيرة. أيضًا، تم تجريب مجموعة أخرى مثل ميكوفينولات موفيتيل والسيكلوسبرين وميزوريبين وقد حققت نتائج متفاوتة.
كما أظهرت دراسة من مستشفى مايو كلينك أن العلاج طويل الأمد باستخدام الأحماض الدهنية أوميجا 3 يسفر عن الحد من تطور المرض إلى الفشل الكلوي، بدون تقليل البول البروتيني في مجموعة فرعية من المرضى المعرضين بشدة لخطر تدهور وظائف الكُلى. وبالرغم من ذلك، لم تظهر هذه النتائج في مجموعات الدراسة الأخرى وفي اثنتين من التحليلات التحويلية التالية. ومع ذلك، لم يكن للعلاج بزيت السمك أي موانع للعلاج المثبط للمناعة. أيضًا، بصرف النظر عن الطعم الكريه وألم البطن، فهذا العلاج آمن نسبيًا للاستخدام.
ولا تقتصر الحالات التي تميل إلى الفشل الكُلوي المتقدم على اعتلال الكُلية بالجلوبيولين المناعي (IgA)، وستكون الإجراءات غير المحددة للحد منه مفيدة أيضًا. ويشمل ذلك النظام الغذائي قليل البروتين والتحكم الأمثل في ضغط الدم. ويعد خيار خافض ضغط الدم مفتوحًا ما دام يتم التحكم في ضغط الدم إلى المستوى المطلوب. ومع ذلك، يفضل استخدام مثبطات إنزيم تحويل الأنجيوتنسين ومضادات مستقبلات الأنجيوتنسين الثاني نظرًا لتأثيرها المضاد للبول البروتيني.

## العوامل الوراثية
رغم توضيح العديد من التداعيات، لا يوجد أي نمط ثابت يشير إلى تحديد جين حساس واحد إلى الآن. وتشمل التداعيات الموضحة تلك المصاحبة للأليل العقيم للبروتين المتمم 4 (C4) وأليلات B Bf ومولدات المضاد لمجمع التوافق النسيجي الأكبر ونمط إسوي الجلوبيولين المناعي (IgA). ويرتبط جين التنوع الوراثي ACE (الأليل D) بتطور الفشل الكلوي، مثل ارتباطه بالأسباب الأخرى للفشل الكُلوي المزمن. ومع ذلك، أكثر من 90% من حالات اعتلال الكُلى بالجلوبيولين المناعي (IgA) تكون متفرقة، مع عدد قليل من شجرات النسب الكبيرة الموضحة من ولاية كنتاكي وإيطاليا («الوارثة المندلية في الإنسان عبر الإنترنت» (OMIM) 161950)

## تطور المرض
الجنس الذكري والبول البروتيني (لا سيما أكبر من 2 جم/اليوم) وارتفاع ضغط الدم والتدخين وفرط شحميات الدم وكبار السن والمرض العائلي وتركيزات الكرياتينين المرتفعة كلها عوامل لضعف النتائج. وقد أظهر البول الدموي الواضح نتائج متعارضة مع معظم الدراسات، حيث أوضحت هذه النتائج تحسنًا في تطور المرض، ربما يكون مرتبطًا بتطور المرض الأول، باستثناء مجموعة واحدة أظهرت تطور مرض أضعف. أما البول البروتيني وارتفاع ضغط الدم فهما أقوى عوامل تطور المرض في هذه المجموعة.
وثمة خصائص أخرى محددة لخزعة الكُلية مثل التندب الخلالي المرتبط بتطور مرضي بطيء. ومؤخرًا، ظهر لجين التنوع الوراثي ACE تأثير على النمط الجيني DD مرتبطًا بشكل أكثر شيوعًا بتطور الفشل الكلوي.

## الأوبئة
يتأثر الرجل في الغالب أضعاف تأثر المرأة بثلاث مرات. وهذا أيضًا تباين جغرافي ملحوظ في تفشي اعتلال الكُلية بالجلوبيولين المناعي (IgA) في جميع أنحاء العالم. ويُعد هذا أكثر الأمراض الكُبيبية شيوعًا في منطقة الشرق الأقصى وجنوب شرق آسيا، حيث يعاني منه نصف المرضى المصابين بالمرض الكُبيبي تقريبًا. ومع ذلك، فهو لا يضم سوى 25% فقط من النسبة في أوروبا وحوالي 10% بين مواطني أمريكا الشمالية، بينما يتفشى بين الأمريكيين من أصل أفريقي بنسبة منخفضة جدًا تبلغ حوالي 2%. ومما يدعو للاستغراب في هذا التحليل هو السياسة الحالية للغربلة واستخدام خزعة الكُلية كأداة تقصي. ويخضع تلاميذ المدارس في اليابان إلى تحليل البول (مثلما يفعل مجندو الجيش في سنغافورة) ويتم متابعة أي خلل مشتبه به باستخدام خزعة الكُلية التي ربما توضح جزئيًا ارتفاع عدد حالات الإصابة باعتلال الكُلية بالجلوبيولين المناعي (IgA) في تلك البلدان.

## الخلفية التاريخية
وصف هيبردين المرض لأول مرة في عام 1801 في طفل عمره 5 سنوات يعاني من ألم في البطن وبول دموي وتغوط دموي وفرفرية في الساقين. وفي عام 1837، وصف يوهان شونلاين متلازمة الفرفرية المصحوبة بألم في المفاصل ورواسب بولية لدى الأطفال. كما ربط إدوارد هينوخ، تلميذ شونلاين، بين ألم البطن والكُلية وبين المتلازمة. وفي عام 1968، كان «جان برجر» و«هينجليز» أول من وصف ترسب الجلوبيولين المناعي (IgA) في هذا الشكل من التهاب كُبيبات الكُلى (ومن ثمّ، مرض برجر).

## وصلات خارجية
- The Foundation for IgA Nephropathy

قالب:Nephrology